# Bryoptera atomosaria
Bryoptera atomosaria är en fjärilsart som beskrevs av Paul Dognin 1912. Bryoptera atomosaria ingår i släktet Bryoptera och familjen mätare. Inga underarter finns listade i Catalogue of Life.